# Rio São Francisco
Rio São Francisco er en 3.160 km lang brasiliansk flod med udspring i staten Minas Gerais.
- Wikimedia Commons har flere filer relateret til Rio São Francisco

10°30′15″S 36°23′40″V / 10.5042°S 36.3944°V